# Acacia myaingii
Acacia myaingii é uma espécie de leguminosa do gênero Acacia, pertencente à família Fabaceae.